# Île Ogourchinskiy
L'île Ogurja Ada (ou Ogurga) en turkmène, plus connue internationalement sous son nom russe d’île Ogourchinskiy (Огурчинский), est la plus longue île de la Mer Caspienne et la plus grande ile du Turkménistan.
Le nom russe est plus connu que le nom turkmène à cause de l'influence de la Russie impériale puis de l'URSS et aujourd'hui de la Russie dans la zone de la Mer Caspienne et en Asie Centrale.

## Description

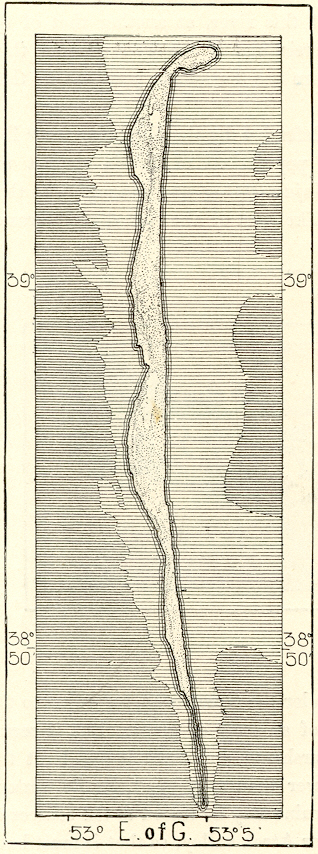
Ancienne carte russe de l'île Ogourchinskiy

Cette île s'étend sur 47 km environ du nord au sud, mais sa largeur n'atteint pas les 3 km. Elle est située près de la côte du Turkménistan, à 17 km au sud de la péninsule de Cheleken.
Actuellement, l'île Ogourchinskiy appartient administrativement à la province de Balkan (Balkan Welaýaty) du Turkménistan.

## Parc naturel

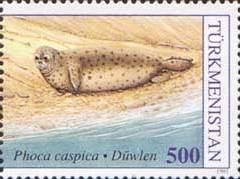
Phoque de la Caspienne sur une plage

L'île est maintenant un parc naturel (réserve naturelle de Khazar). Les longues côtes de cette île fournissent un habitat idéal pour les phoques de la Caspienne Phoca caspica. Il y a aussi beaucoup d'oiseaux marins. À l'intérieur de l'île vivent des saïgas, introduites à l'époque soviétique. 

## Source
- (en) Cet article est partiellement ou en totalité issu de l’article de Wikipédia en anglais intitulé « Ogurja Ada » (voir la liste des auteurs).